# 安德斯·安东森
安德斯·安东森（丹麥語：Anders Antonsen；1997年4月27日—），丹麥男子羽毛球運動員。他曾赢得2015年歐青赛男单冠军得主；其后他也曾夺得歐洲羽毛球錦標賽男单亚军 （2017年）。在羽坛三大团体赛事中，他也曾随队出战汤姆斯杯取得季军（2018年）。

## 簡歷
受著在羽毛球俱樂部工作的父親影響，安德斯·安东森6歲時（2003年）便開始接觸羽毛球運動，至7歲時已開始參加比賽，及至11歲時（2008年）首次入選丹麥國家羽毛球隊。
2015年3月，安德斯·安东森代表丹麥出戰歐洲青年羽毛球錦標賽，贏得男子單打比賽冠軍。年內，他又在荷蘭國際賽、比利時國際賽和愛爾蘭公開賽分别击败了比利时的谭雨涵、同胞的克里斯蒂安·林德·汤姆森以及法国的卢卡斯·克拉尔布特贏得男單冠軍；以及在波蘭國際賽和哥本哈根大師賽的决赛都不敌来自马来西亚的伊斯干达·祖卡奈因·扎因丁和师兄的维克托·阿萨尔森屈居亞軍。
2016年1月，安德斯·安东森出戰瑞典羽毛球大師賽，在男單决赛以2比0（21-12、21-10）击败了瑞典的马蒂亚斯·博里，赢得开门红。同年2月，他出戰奧地利羽毛球公開賽，在男單决赛以2比0（21-9、21-17）击败了日本的常山幹太，赢得冠軍。同年6月，他出戰西班牙羽毛球國際賽，在男單决赛以2比1（14-21、22-20、21-18）力克日本的常山幹太，赢得冠軍。同年10月，他出戰荷蘭羽毛球大獎賽，在男單準决赛以1比2（18-21、21-13、13-21）不敌赛会头号种子、印度的阿贾伊·贾亚拉姆。同年11月，他出戰碧特博格羽毛球黃金大獎賽，在男單準决赛以0比2（15-21、18-21）不敌印度的沙鲁巴·维尔马。
2017年3月，安德斯·安东森出戰印度羽毛球超級賽，首次打进四强的他遭遇赛会7号种子、中華台北一哥的周天成，但却以0比2（17-21、14-21）不敌对手，创下在超级赛的最好成绩。同年4月，他代表丹麦参加丹麥科靈举办的歐洲羽毛球錦標賽，在男單决赛以0比2（19-21、19-21）不敌赛会2号种子、英格兰一哥的拉吉夫·欧斯夫，赢得欧锦赛男子單打亞軍。同年10月，他出戰法國羽毛球超級賽，在男單準决赛以0比2（17-21、15-21）不敌日本的西本拳太。同年11月，他出战香港羽毛球超級賽，在男单準决赛以1比2（14-21、21-19、17-21）不敌赛会5号种子、中国的谌龙。
2018年5月，安德斯·安东森入选湯姆斯盃的男单大名单，助丹麦队赢得季军。同年10月，他出战丹麥羽毛球公開賽，在男单準决赛以1比2（21-19、11-21、12-21）不敌赛会4号种子、台灣名将周天成。
2019年1月，安德斯·安东森出战印度尼西亞羽毛球大師賽，在男单决赛以2比1（21-16、14-21、21-16）击败了赛会头号种子、新科世锦赛冠军的桃田賢斗，赢得国际超級500賽男单冠军。同年2月，他代表丹麦参加本国举办的歐洲羽毛球混合團體錦標賽，助球队赢得混团冠军。同期2月，他出战西班牙羽毛球大師賽，在男单决赛以0比2（14-21、11-21）不敌赛会头号种子、奥运季军的维克托·阿萨尔森，赢得亚军。

## 主要比賽成績
只列出曾進入準決賽的國際賽事成績：
| 年份   | 賽事                       | 公開賽級別 | 項目     | 成績   |
| ------ | -------------------------- | ---------- | -------- | ------ |
| 2015年 | 歐洲青年羽毛球錦標賽       | 其他       | 混合團體 | 季軍   |
| 2015年 | 歐洲青年羽毛球錦標賽       | 其他       | 男子單打 | 冠軍   |
| 2015年 | 荷蘭羽毛球國際賽           | 國際系列賽 | 男子單打 | 冠軍   |
| 2015年 | 比利時羽毛球國際賽         | 國際挑戰賽 | 男子單打 | 冠軍   |
| 2015年 | 波蘭羽毛球國際賽           | 國際系列賽 | 男子單打 | 亞軍   |
| 2015年 | 愛爾蘭羽毛球公開賽         | 國際挑戰賽 | 男子單打 | 冠軍   |
| 2015年 | 哥本哈根羽毛球大師賽       | 其他       | 男子單打 | 亞軍   |
| 2016年 | 瑞典羽毛球大師賽           | 國際挑戰賽 | 男子單打 | 冠軍   |
| 2016年 | 歐洲男子羽毛球團體錦標賽   | 其他       | 男子團體 | 冠軍   |
| 2016年 | 奧地利羽毛球公開賽         | 國際挑戰賽 | 男子單打 | 冠軍   |
| 2016年 | 西班牙羽毛球國際賽         | 國際挑戰賽 | 男子單打 | 冠軍   |
| 2016年 | 荷蘭羽毛球大獎賽           | 大獎賽     | 男子單打 | 準決賽 |
| 2016年 | 碧特博格羽毛球黃金大獎賽   | 黃金大獎賽 | 男子單打 | 準決賽 |
| 2016年 | 蘇格蘭羽毛球大獎賽         | 大獎賽     | 男子單打 | 冠軍   |
| 2017年 | 歐洲羽毛球混合團體錦標賽   | 其他       | 混合團體 | 冠軍   |
| 2017年 | 印度羽毛球超級賽           | 超級賽     | 男子單打 | 準決賽 |
| 2017年 | 歐洲羽毛球錦標賽           | 其他       | 男子單打 | 亞軍   |
| 2017年 | 法國羽毛球超級賽           | 超級賽     | 男子單打 | 準決賽 |
| 2017年 | 香港羽毛球超級賽           | 超級賽     | 男子單打 | 準決賽 |
| 2018年 | 歐洲羽毛球男女子團體錦標賽 | 其他       | 男子團體 | 冠軍   |
| 2018年 | 湯姆斯盃                   | 其他       | 男子團體 | 季軍   |
| 2018年 | 丹麥羽毛球公開賽           | 超級750賽  | 男子單打 | 準決賽 |
| 2019年 | 印尼羽毛球大師賽           | 超級500賽  | 男子單打 | 冠軍   |
| 2019年 | 歐洲羽毛球混合團體錦標賽   | 其他       | 混合團體 | 冠軍   |
| 2019年 | 西班牙羽毛球大師賽         | 超級300賽  | 男子單打 | 亞軍   |
| 2019年 | 歐洲運動會羽毛球比賽       | 其他       | 男子單打 | 金牌   |
| 2019年 | 印尼羽毛球公開賽           | 超級1000賽 | 男子單打 | 亞軍   |
| 2019年 | 世界羽毛球錦標賽           | 其他       | 男子單打 | 亞軍   |
| 2019年 | 中國羽毛球公開賽           | 超級1000賽 | 男子單打 | 準決賽 |
| 2019年 | 中國福州羽毛球公開賽       | 超級750賽  | 男子單打 | 準決賽 |
| 2020年 | 印尼羽毛球大師賽           | 超級500賽  | 男子單打 | 亞軍   |
| 2020年 | 歐洲羽毛球男女子團體錦標賽 | 其他       | 男子團體 | 冠軍   |
| 2020年 | 全英羽毛球公開賽           | 超級1000賽 | 男子單打 | 準決賽 |
| 2020年 | 丹麥羽毛球公開賽           | 超級750賽  | 男子單打 | 冠軍   |
| 2020年 | TOYOTA泰國羽毛球公開賽     | 超級1000賽 | 男子單打 | 準決賽 |
| 2020年 | 世界羽聯世界巡迴賽總決賽   | 總決賽     | 男子單打 | 冠軍   |
| 2021年 | 歐洲羽毛球混合團體錦標賽   | 其他       | 混合團體 | 冠軍   |
| 2021年 | 全英羽毛球公開賽           | 超級1000賽 | 男子單打 | 準決賽 |
| 2021年 | 歐洲羽毛球錦標賽           | 其他       | 男子單打 | 冠軍   |
| 2021年 | 湯姆斯盃                   | 其他       | 男子團體 | 季軍   |
| 2021年 | 印尼羽毛球大師賽           | 超級750賽  | 男子單打 | 亞軍   |
| 2021年 | 世界羽毛球錦標賽           | 其他       | 男子單打 | 季軍   |
| 2022年 | 歐洲羽毛球錦標賽           | 其他       | 男子單打 | 亞軍   |
| 2022年 | 湯姆斯盃                   | 其他       | 男子團體 | 季軍   |
| 2022年 | 日本羽球公開賽             | 超級750賽  | 男子單打 | 準決賽 |
| 2023年 | 歐洲羽毛球混合團體錦標賽   | 其他       | 混合團體 | 冠軍   |
| 2023年 | 全英羽毛球公開賽           | 超級1000賽 | 男子單打 | 準決賽 |
| 2023年 | 西班牙馬德里羽球大師賽     | 超級300賽  | 男子單打 | 準決賽 |
| 2023年 | 新加坡羽毛球公開賽         | 超級750賽  | 男子單打 | 亞軍   |
| 2023年 | 韓國羽毛球公開賽           | 超級500賽  | 男子單打 | 冠軍   |
| 2023年 | 世界羽毛球錦標賽           | 其他       | 男子單打 | 季軍   |
| 2023年 | 北極羽毛球公開賽           | 超級500賽  | 男子單打 | 準決賽 |
| 2023年 | 世界羽聯世界巡迴賽總決賽   | 總決賽     | 男子單打 | 準決賽 |
| 2024年 | 馬來西亞羽毛球公開賽       | 超級1000賽 | 男子單打 | 冠軍   |
| 2024年 | 印尼羽毛球大師賽           | 超級500賽  | 男子單打 | 冠軍   |
| 2024年 | 歐洲羽毛球男女子團體錦標賽 | 其他       | 男子團體 | 冠軍   |
| 2024年 | 歐洲羽毛球錦標賽           | 其他       | 男子單打 | 冠軍   |
| 2024年 | 印尼羽毛球公開賽           | 超級1000賽 | 男子單打 | 亞軍   |
| 2024年 | 丹麥羽毛球公開賽           | 超級750賽  | 男子單打 | 冠軍   |
| 2024年 | 中國羽毛球大師賽           | 超級750賽  | 男子單打 | 冠軍   |
| 2024年 | 世界羽聯世界巡迴賽總決賽   | 總決賽     | 男子單打 | 亞軍   |
| 2025年 | 馬來西亞羽毛球公開賽       | 超級1000賽 | 男子單打 | 亞軍   |
| 2025年 | 歐洲羽毛球混合團體錦標賽   | 其他       | 混合團体 | 冠軍   |
| 2025年 | 泰國羽毛球公開賽           | 超級500賽  | 男子單打 | 亞軍   |
| 2025年 | 印尼羽毛球公開賽           | 超級1000賽 | 男子單打 | 冠軍   |
| 2025年 | 中國羽毛球公開賽           | 超級1000賽 | 男子單打 | 準決賽 |

| 2007-2017年 | 首要超級賽 | 超級賽 | 黃金大獎賽 | 大獎賽 | 國際挑戰賽 | 國際系列賽 | 未來系列賽 | 其他 |

| 2018-2026年 | 總決賽 | 超級1000賽 | 超級750賽 | 超級500賽 | 超級300賽 | 超級100賽 | 國際挑戰賽 | 國際系列賽 | 未來系列賽 | 其他 |

### 奧運會和世錦賽參賽紀錄
|          | 2017 | 2018 | 2019 | 2020 | 2021 | 2022 | 2023 | 2024 |
| -------- | ---- | ---- | ---- | ---- | ---- | ---- | ---- | ---- |
| 男子單打 | 16強 | 16強 | 亞軍 | 8強  | 季軍 | 64強 | 季軍 | 8強  |

## 主要對賽紀錄
安德斯·安东森與曾交过對手的對賽成績如下（只列出對賽五次或以上對手，截至2022年9月4日）：：
| 對手                 | 對賽次數 | 對賽結果 | 對賽結果 | 總計 |
| 對手                 | 對賽次數 | 勝       | 負       | 總計 |
| -------------------- | -------- | -------- | -------- | ---- |
| 拉斯穆斯·傑姆克      | 5        | 5        | 0        | +5   |
| 安賽龍               | 10       | 4        | 6        | -2   |
| 布里斯·利弗德斯      | 5        | 5        | 0        | +5   |
| 諶龍                 | 7        | 2        | 5        | -3   |
| 西本拳太             | 10       | 7        | 3        | +4   |
| 常山幹太             | 6        | 6        | 0        | +6   |
| 桃田賢斗             | 7        | 1        | 6        | -5   |
| 孫完虎               | 5        | 3        | 2        | +1   |
| 王子维               | 6        | 3        | 3        | 0    |
| 周天成               | 11       | 4        | 7        | -3   |
| 乔纳坦·克里斯蒂      | 8        | 3        | 5        | -2   |
| 安东尼·西尼苏卡·金廷 | 5        | 1        | 4        | -3   |
| 薩米爾·維爾馬        | 7        | 5        | 2        | +3   |
| 斯里坎特·基達姆比    | 6        | 3        | 3        | 0    |
| 李卓耀               | 5        | 4        | 1        | +3   |
| 李梓嘉               | 10       | 5        | 5        | 0    |